# Алеардо Терци
Алеардо Терци итал. Aleardo Terzi; 1870, Палермо, Сицилия — 1943, Кастеллетто-сопра-Тичино, Пьемонт, Италия) — итальянский книжный иллюстратор и художник-плакатист. Профессор рисования, иллюстрации, ксилографии и каллиграфии.

## Биография
Родился в сицилийской семье, известной в живописи и графике. Отец Андреа Терзи, живописец и литограф. Брат, Амедео Терци, известный художник-иллюстратор и энтомолог некоторое время сотрудничал с Алеардо.
Как и его брат Амедео, не имел специального художественного образования. Посещал лекции в Академии изящных искусств в Палермо, однако учёбы не окончил. Стал работать иллюстратором в римской газете La Tribuna Illustrata.
В 1894 году он выиграл первый приз на «Выставке сицилийских художников», состоявшейся в его родном городе.
В качестве иллюстратора А. Терци работал над созданием крупноформатного плаката в стиле ар-нуво на уровне мирового класса. Занимался этой работой на протяжении всей своей жизни, особенно, для итальянской издательской компании Casa Ricordi, специализировавшейся на классической музыке и опере. Большая часть его работ была утеряна в 1960-е годы, когда компания очистила свои склады.
В поисках новых форм выражения брался за любые работы, украшение из керамической плитки для компании Richard-Ginori, иллюстрировал каталоги художественных выставок, продолжал создавать рекламные продукты и др.
Автор иллюстраций итальянских версий книг «Маленький лорд Фонтлерой» и «Путешествия Гулливера». Создал более 200 иллюстраций для «Энциклопедии сказок» («Enciclopedia della Fiaba») техникой сухая игла.
В 1914 году участвовал в работе Лейпцигской всемирной выставки.
Был графическим (художественным) руководителем «Итальянской энциклопедии наук, литературы и искусств» (1928—1929).
Умер 15 июля 1943 года в Кастеллетто-Тичино, недалеко от Новары,  в возрасте 73 лет.